# كلية جامعة الدومينيكان
كلية جامعة الدومينيكان هي جامعة عامة في كندا، تأسست عام 1900. تقع في مدينة أوتاوا.

## إحصائيات
يبلغ عدد طلاب الجامعة 160 طالب، منهم 50 طالب دراسات عليا.